# Lee Han-sin
Lee Han-sin (Jinan, 27 februari 1988) is een Zuid-Koreaans voormalig skeletonracer.
Lee kwalificeerde zich voor de Olympische Winterspelen in 2014, waar hij als 24e eindigde.

## Resultaten

### Olympische Spelen
| Jaar | Plaats | Resultaat |
| ---- | ------ | --------- |
| 2014 | Sotsji | 24e       |

### Wereldkampioenschappen
| Jaar | Plaats     | Resultaat |
| ---- | ---------- | --------- |
| 2015 | Winterberg | 24e       |
| 2016 | Igls       | 21e       |
| 2017 | Königssee  | 33e       |

### Wereldbeker

#### Eindklasseringen
| Seizoen   | Rang |
| --------- | ---- |
| 2014/2015 | 32e  |
| 2015/2016 | 15e  |
| 2016/2017 | 26e  |
| 2017/2018 | 31e  |